# Portugal Open 2014
Die Portugal Open 2014 sind ein Tennisturnier in Portugal. Sie finden vom 26. April bis 4. Mai 2014 in der Sandplatz-Tennisanlage des Complexo Desportivo do Jamor in Oeiras statt.
Das Turnier ist sowohl Teil der männlichen ATP World Tour 2014 als auch der weiblichen WTA Tour 2014.

## Herrenturnier
→ Qualifikation: Portugal Open 2014/Herren/Qualifikation

## Damenturnier
→ Qualifikation: Portugal Open 2014/Damen/Qualifikation